# Teus Olhos Castanhos
Teus Olhos Castanhos é um filme brasileiro de drama de 1961. Com argumento de Ilza Silveira, roteiro de Ibanez Filho e Cherques Sanin e direção de Ibanez Filho. O filme foi exibido em 1965 no I Festival Internacional do Filme no Rio de Janeiro.

## Elenco
| Ator/Atriz         | Papel        |
| ------------------ | ------------ |
| Aracy Cardoso      | Ana Paula    |
| Elizabeth Gasper   | Maura Alves  |
| Francisco José     | Luiz Antônio |
| Álvaro Aguiar      | Dr. Alves    |
| Roberto Maya       | Jorge        |
| Nair Amorim        | Lúcia        |
| Ênio Santos        | Dr. Loureiro |
| Isabel Cardoso     | Mãe          |
| Zeny Pereira       | Alvina       |
| Luís Delfino       | Bonifácio    |
| Armando Nascimento | Vieira       |
| Angelito Mello     | Delegado     |
| Adriano Reis       |              |